# نسبت تجمیع
نسبت تجمیع در زیرساخت شبکه برای میزبانی اینترنت، تعداد سرورهای مجازی است که می‌توانند بر روی هر ماشین میزبان فیزیکی اجرا شوند. بسیاری از شرکت‌ها از طریق آزمون و خطا با چیدن ماشین‌های مجازی روی هم تا زمانی که عملکرد به یک خزیدن کاهش یابد، به این رقم می‌رسند. باب گیل، مدیر تحقیقات سرور شرکت تحلیلگر TheInfoPro Inc. نیویورک، اظهار می‌کند: «این نوعی برنامه‌ریزی ظرفیت با بینی خونی است.
شاخص V اخیر نشان داد که میانگین نسبت تجمیع در واقع کمتر از حد انتظار است - 6.3:1 VM در هر میزبان فیزیکی (نسبت واقعی) در مقابل ۹٫۸:۱ (درک شده)